# Yung Bans
Вас Коулман (англ. Vas Coleman, родился 25 мая 1999 года), более известный под псевдонимом Yung Bans, американский рэпер и автор песен. Он наиболее известен синглами «Ridin'», «Lonely», «Dresser», «Right Through You», и «4TSpoon» совместно с Playboi Carti.

## Ранняя жизнь
Вас Коулман родился в Сент-Луисе, штат Миссури и переехал в Атланту, штат Джорджия, когда был в 7 классе. Он учился в средней школе Лэнгстона Хьюза. На Васа сильно повлияло творчество Lil Wayne.

## Карьера
Коулман начал читать рэп в 6 классе под псевдонимом Ban Boy, но решил сделать карьеру в старшей школе, так как он стремился стать баскетболистом. Свой первый сингл он записал со своим товарищем Playboi Carti, назвав его «4TSpoon» и выпустив 21 мая, 2015 года. В этом же году в ноябре он и Ski Mask The Slump God фигурировали на сингле рэпера XXXTentacion «ILOVEITWHENTHEYRUN».
В 2016 Коулман записал совместный сингл «Damage» вместе с рэпером Smokepurrp, который был выпущен 23 ноября. 22 декабря выпустил сингл «Right Through You».
Коулман начал получать большее признание, когда были выпущены микстейпы "Yung Bans" и "Yung Bans Vol." 2 в декабре 2017 года.
Также был выпущен трек «Ridin'» совместно с YBN Nahmir и Landon Cube в конце июня 2018 года.
В 2018 Коулман выпустил остальные 3 микстейпа "Yung Bans Vol. 3", "Yung Bans Vol. 4" и "Yung Bans Vol. 5". В ноябре того же года он сотрудничал со своим товарищем, рэпером Jasiah, записав совместный трек "Shenanigans", спродюсированный Jasiah и Ronny J.
В июне 2019 года Коулман выпустил свой дебютный студийный альбом под названием "Misunderstood".

## Дискография

### Студийные альбомы
- Misunderstood (2019)

### Микстейпы
- Yung Bans (2017)
- Yung Bans Vol. 2 (2017)
- Yung Bans Vol. 3 (2018)
- Yung Bans Vol. 4 (2018)
- Yung Bans Vol. 5 (2018)
- Yung Bans Vol. 6 (2023)

1. https://www.hotnewhiphop.com/yungbans/profile/ (недоступная+ссылка)
2. «Rapper Yung Bans Can’t Be Contained». HYPEBEAST.
3. «The Break Presents: Yung Bans — XXL». XXL Mag.
4. 4tspoon by Yung Bans.
5. ILOVEITWHENTHEYRUN by XXXTentacion.
6. DAMAGE by Smokepurrp.
7. Right Through You by Yung Bans.
8. Yung Bans — EP by Yung Bans.
9. Yung Bans, Vol. 2 — EP by Yung Bans.
10. "Yung Bans Announces Debut Album «Misunderstood» ".